# Hegias de Atenas
Hegias ou Hegesias foi um escultor grego do final do período Arcaico, ativo entre os séculos VI e V a.C. em Atenas, e citado como um dos mestres de Fídias.
Plínio, o Velho diz que ele foi autor de uma estátua de Pirro, Pausânias, que ele foi contemporâneo de Onatas e Ageladas, e Quintiliano declarou que suas obras pareciam rudes, semelhantes à arte etrusca; entretanto, essa "rudeza" era típica de seu período. É possível que Hegias e Heguesias tenham sido dois escultores diferentes.